# Аранец
Аране́ц (коми Аранеч) — деревня в Республике Коми. Входит в состав Приуральского сельского совета муниципального района Печора Республики Коми.

## География
Деревня омывается с трёх сторон: с юга рекой Печора, с востока рекой Вертный, с запада рекой Большой Аранец. В семистах метрах к северо-востоку от деревни, между реками Вертный и Большой Аранец, впадающими в Печору, начинается непроходимое болото площадью 15 кв. км, закрывающее подход по суше и фактически превращающее деревню в географический остров. 
В километре ниже деревни по течению реки Печора расположен Аранецкий порог, один из трёх порогов на реке Печора, представляющий собой нагромождение природных каменных плит, скрытых под верхним слоем воды.
В 45 километрах к востоку от деревни возвышается гора Сабля и её массив, протянувшийся более чем на десять километров с юга на север. Южнее Саблинской гряды можно наблюдать горы Лорцемпея и Тельпос-Из, самую высокую точку Северного Урала (1617 м).

## История
В здешних местах люди селились с давних пор. Близ деревни археологами обнаружены древние орудия труда, обломки сосудов и украшения. Последние по времени предметы относятся к XII—XIV векам нашей эры. По местной легенде, деревня была основана в начале XVIII века. Согласно историческим источникам, это произошло в 1776 году, когда к устью Аранца переселились две семьи из Савинобора «за малоимением у них деревенского владения». Основателей деревни звали Демид Кондратьевич Пыстин и Селиверст Никифорович Мезенцев. В 1782 году в деревне было 2 двора, 16 жителей (6 мужчин и 10 женщин). 
В ревизских сказках 1834 года деревня записана как Усть-Аранец. В ней были 4 хозяйства, из них два принадлежали Пыстиным, третье — Федору Петровичу Мезенцеву, четвёртое — Лариону Михайловичу Логинову. В 1859 году в Аранце насчитывалось 20 дворов, 106 жителей (45 мужчин и 61 женщина).
Во второй половине XIX века Аранец получил известность как вторая ветка Сибиряковского тракта. Свидетельством тех времён является существующий ныне рубленый двухэтажный дом из лиственницы, построенный в 1895 году жителем Аранца Максимом.
В 1926 году в деревне было 35 дворов, 127 жителей (54 мужчины и 73 женщины). В 1920-е годы здесь появились пароходная стоянка, агентство госторга, была создана молочная артель. 
В 1970 году в Аранце жили 225 человек, в 1979 — 118 человек, в 1989 — 71 человек. В начале 1995 года в деревне в 32 хозяйствах насчитывалось 103 жителя.

## Инфраструктура
В деревне есть магазин, фельдшерско-акушерский пункт и «Усадьба Аранец», основанная в 1998 году.

## Население
| 2007 | 2010 |
| ---- | ---- |
| 76   | ↘49  |